# Campeonato Europeu de Halterofilismo de 1901
O 5º Campeonato Europeu de Halterofilismo foi realizado em Rotterdam, nos Países Baixos em 24 de julho de 1901.

## Medalhistas
| Evento           | Ouro                         | Prata                         | Bronze                   |
| ---------------- | ---------------------------- | ----------------------------- | ------------------------ |
| Categoria aberta | Josef Ziegelmeier · Alemanha | Adrian Spruyt · Países Baixos | August Lücker · Alemanha |

## Quadro de medalhas
| Ordem | País          | Medalha de ouro | Medalha de prata | Medalha de bronze | Total |
| ----- | ------------- | --------------- | ---------------- | ----------------- | ----- |
| 1     | Alemanha      | 1               | 0                | 1                 | 2     |
| 2     | Países Baixos | 0               | 1                | 0                 | 1     |
| Total | Total         | 1               | 1                | 1                 | 3     |